# Sumatramarkgök
Sumatramarkgök (Carpococcyx viridis) är en akut utrotningshotad fågel i familjen gökar som förekommer i Indonesien.

## Utseende och läte
Sumatramarkgöken är en stor (55 cm), marklevande praktfull gök med lång och fyllig stjärt och kraftig grön näbb och gröna ben. Hjässan är svart övergående mot grönt i nacken. Den är matt grön på mantel, övre delen av ryggen, halssidorna, vingtäckarna och armpennorna, medan nedre delen av ryggen är brun med breda grönbruna band. Stjärten och vingarna i övrigt är glansigt grönsvarta. Även nedre delen av strupen och övre delen av bröstet är mattgrön, men resten av undersidan är kanelbeige, på flankerna mer rostfärgad. Runt ögat syns grön, blå och lilafärgad bar hud. Lätet beskrivs som låga visslingar, först fallande och sen stigande, som levereras i en stigande serie.

## Utbredning och systematik
Fågeln förekommer i låglänta områden vid foten av bergsområdet Barisan i sydvästra Sumatra. Tidigare behandlades sumatra- och borneomarkgök som en och samma art.

## Status
Sumatramarkgöken tros ha en mycket liten världspopulation på uppskattningsvis mellan 50 och 250 vuxna individer. Den tros dessutom minska i antal. Internationella naturvårdsunionen IUCN kategoriserar därför arten som akut hotad, men noterar att kunskapen om dess status är begränsad.